# دیوید آرچولتا
دیوید جیمز آرچولتا (به انگلیسی: David James Archuleta) (زاده ۲۸ دسامبر ۱۹۹۰) یک خواننده و ترانه سرای آمریکایی است.

## زندگی هنری
وی در سن ده سالگی برنده مسابقات استعدادهای درخشان یوتا شد که همین امر باعث حضورش در خوانندگی تلویزیونی شد. وقتی او دوازده سال داشت در نمایش تلویزیونی جستجوی ستاره قهرمان آواز شد، در سال ۲۰۰۷ در سن شانزده سالگی او جوان‌ترین فردی بود که در فصل هفتم مسابقه آمریکن آیدل شرکت می‌کرد، که سرانجام این فصل در مه ۲۰۰۸ با برنده شدن دیوید آرچولتا به عنوان نفر دوم به پایان رسید.